# 브리스코군

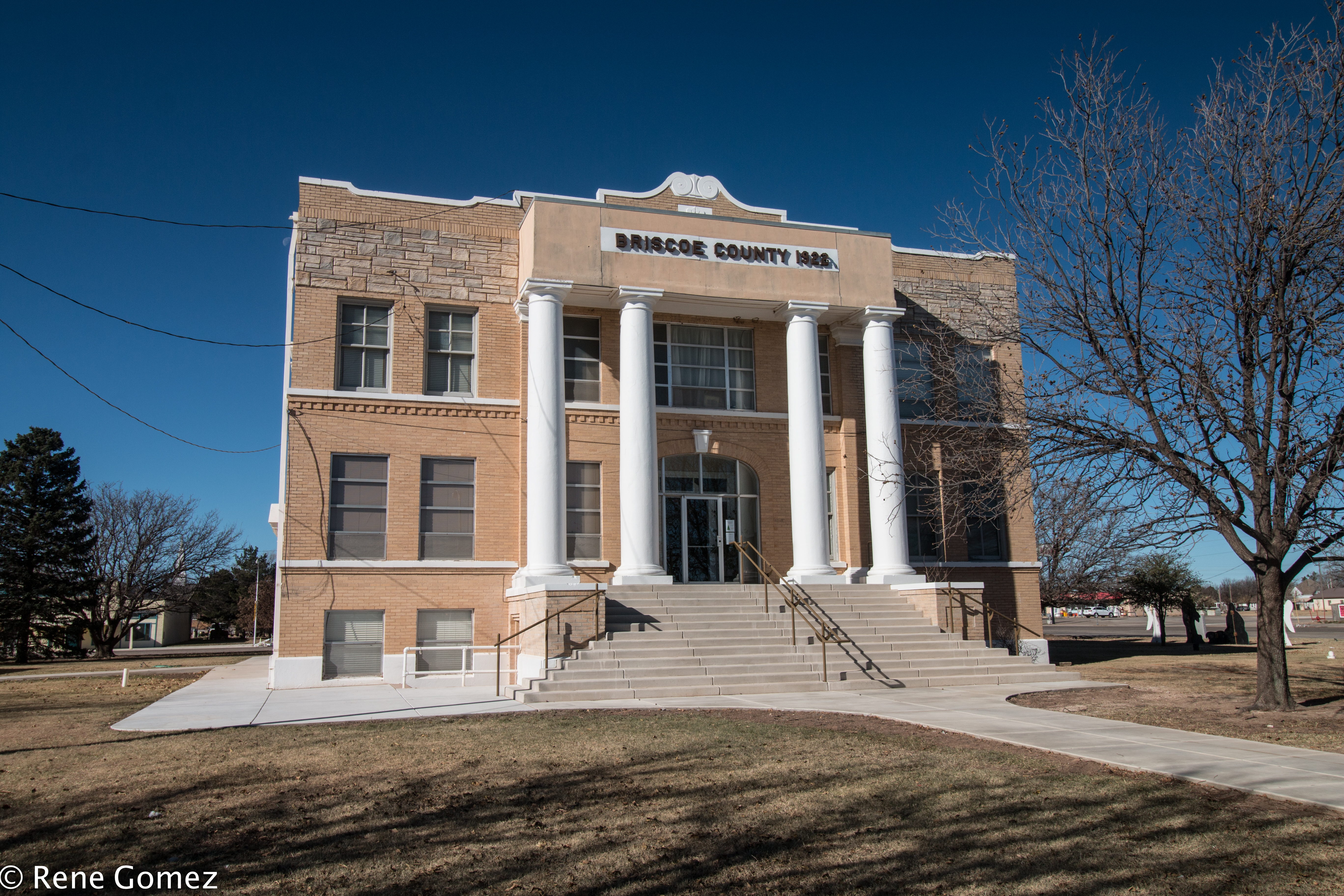

브리스코군 또는 브리스코 카운티(Briscoe County)는 미국 텍사스주에 위치한 군이다. 2010년 기준으로 이 지역의 인구 수는 총 1,637명이다. 2018년 추산으로 이 지역의 총 인구 수는 1,516명이다.

## 인구
| 인구조사                                  | 인구  | Note  | %±     |
| ----------------------------------------- | ----- | ----- | ------ |
| 1880년                                    | 12    |       | —      |
| 1900년                                    | 1,253 |       | —      |
| 1910년                                    | 2,162 |       | 72.5%  |
| 1920년                                    | 2,948 |       | 36.4%  |
| 1930년                                    | 5,590 |       | 89.6%  |
| 1940년                                    | 4,056 |       | −27.4% |
| 1950년                                    | 3,528 |       | −13.0% |
| 1960년                                    | 3,577 |       | 1.4%   |
| 1970년                                    | 2,794 |       | −21.9% |
| 1980년                                    | 2,579 |       | −7.7%  |
| 1990년                                    | 1,971 |       | −23.6% |
| 2000년                                    | 1,790 |       | −9.2%  |
| 2010년                                    | 1,637 |       | −8.5%  |
| 2018 (추산)                               | 1,516 | [ 1 ] | −7.4%  |
| U.S. Decennial Census 1850–2010 2010–2014 |       |       |        |

## 같이 보기
- 래노에스터카도